# Новоельня
Новое́льня (бел. Наваельня) — городской посёлок в Дятловском районе Гродненской области Беларуси, при слиянии рек Молчадь и Ятранка, в 13 км к востоку от Дятлово; железнодорожная станция на линии Барановичи-Полесские—Лида. Единственный населённый пункт и административный центр Новоельнянского сельсовета.
Численность населения — 2 584 человек (на 1 января 2025 года).

## История
Впервые упомянута в XVI века как деревня Ельня в Новогрудском повете Великого княжества Литовского.
В 1733 году здесь родился граф Антоний Тизенгауз — политический и общественный деятель Великого княжества Литовского, один из талантливейших финансистов своего времени.
В XVII веке здесь была выстроена усадьба (не сохранилась).
В результате третьего раздела Речи Посполитой (1795) Ельня оказалась в составе Российской империи, в Новогрудском уезде. В 1842 поселение получило статус местечка.
С открытием движения на участке железной дороги Вильно—Лунинец в 1884 в Новоельне была построена железнодорожная станция.
Согласно Рижскому мирному договору (1921) Новоельня оказалась в составе межвоенной Польской Республики, где вошла в состав Слонимского повета Новогрудского воеводства.
В 1939 году в составе БССР, с 1945 года — городской посёлок, до 1954 года была центром Дятловского района. В течение 1962—1965 года входила в состав Новогрудского района. В годы Великой Отечественной войны с июня 1941 по июль 1944 года находилась под немецкой оккупацией.
Братская могила была обнаружена при строительстве склада льноэкспортной базы, и 25 июня 2005 года на этом месте был установлен памятник жертвам геноцида евреев.

## Демография
Численность населения — 2 584 человек (на 1 января 2025 года). Население — 2738 человек (на начало 2021 года).
| Численность населения: |
| График не отображается по техническим причинам. Чтобы исправить это, воспроизведите график в новом формате, если это возможно. |

| Год            | 1959 | 1970  | 1979  | 1989  | 2006  | 2018  | 2020  | 2025   |
| -------------- | ---- | ----- | ----- | ----- | ----- | ----- | ----- | ------ |
| Население чел. | 3223 | ▲3405 | ▲3852 | ▲4013 | ▼3232 | ▼2948 | ▼2762 | ▼2 584 |

## Экономика
Предприятия пищевой промышленности ОАО «Новоельнянский комбинат хлебопродуктов», курорт республиканского значения Новоельня (республиканская туберкулёзная больница).

## Достопримечательности
- Церковь Рождества Пресвятой Богородицы (1876—1879)
- Костёл Святого Сердца Иисуса (1936)
- Железнодорожная станция 1-я пол. XX века (1923)

### Памятник, скульптура
- Мемориальная колонна XVIII—XIX вв. в 300 м к западу от церкви, недалеко от моста через р. Молчадь, построенная Тизенгаузом в своем родовом имении Мендзигура, ныне улица в Новоельне в честь первой европейской конституций 3 мая 1791 года. Координаты: 53°27'10.1"N 25°34'33.0"E
- Памятник В. И. Ленину
- Памятник Иоанну Павлу II
- Братская могила советских воинов и партизан
- Памятный знак «Станционный колокол» (2023). Установлен в честь 100-летия станции Новоельня на здании железнодорожного вокзала.

## Галерея
- Мемориальная колонна после реконструкции, 2022
- Церковь Рождества Пресвятой Богородицы
- Костёл Святого Сердца Иисуса
- Железнодорожная станция